# Luca Egloff
Luca Egloff, född 6 juni 1995, är en retirerad schweizisk backhoppare. Han deltog i Världsmästerskapen i nordisk skidsport 2015 i Falun och blev där 42:a i normalbacke och 44:a i stor backe. Han deltog även i Världsmästerskapen i nordisk skidsport 2019.
Hans främsta meriter är en 33:e plats från Världscupen i backhoppning 2016 i Willingen, en femte plats från en Grand Prix-tävling i Almaty, Kazakstan samt ett flertal segrar i FIS-cupen.
Han är son till backhopparen Paul Egloff. Även hans äldre bror, Pascal Egloff är före detta backhoppare.